# Susisaari
Susisaari (suédois : Lilla Östersvartö, français : île du loup) est une île du quartier de Suomenlinna à Helsinki en Finlande.

## Description
Susisaari est au nord de l’île Kustaanmiekka et au sud-ouest de Iso Mustasaari.
Elle est reliée par un pont à Iso Mustasaari.
Un détroit la séparait de Kustaanmiekka jusqu’à son comblement partiel au XIXe siècle.
Depuis les deux îles sont reliées par un chemin de terre et du détroit d'origine il ne reste que deux baies.

## Bâtiments
Les bâtiments fortifiés de Susisaari font partie du dispositif de fortification de Suomenlinna.
À l'époque de sa fortification, Susisaari est considérée comme l'île principale de Suomenlinna, et c'est sur cette île que l'on peut voir les bâtiments les plus remarquables.
Augustin Ehrensvärd y a conçu la Grande cour, achevée dans les années 1860 et qui est la place principale de la forteresse, avec ses bâtiments environnants qui formaient l’ancien centre administratif.
Une partie des bâtiments de la cour est endommagée pendant la guerre de Crimée, Maison du commandant fait partie des bâtiments qui ont échappé à la destruction et elle abrite le Musée Ehrensvärd.
Il reste aussi la Maison de major local (fi).
La partie restante entre les bastions Ekeblad et Höpke a été transformée dans les années 1750 pour constituer la première composition monumentale de Finlande de style baroque tardif.
Au milieu de la place se trouve la tombe d'Augustin Ehrensvärd scellée par Gustave III de Suède le 5 juillet 1783.
Les dalles en granite sculptées sont de Nils Stenstam.
| Carte des bâtiments de l'île Susisaari (B)                        |
| Carte interactive de Suomenlinna (cliquer pour voir les détails). |

## Galerie

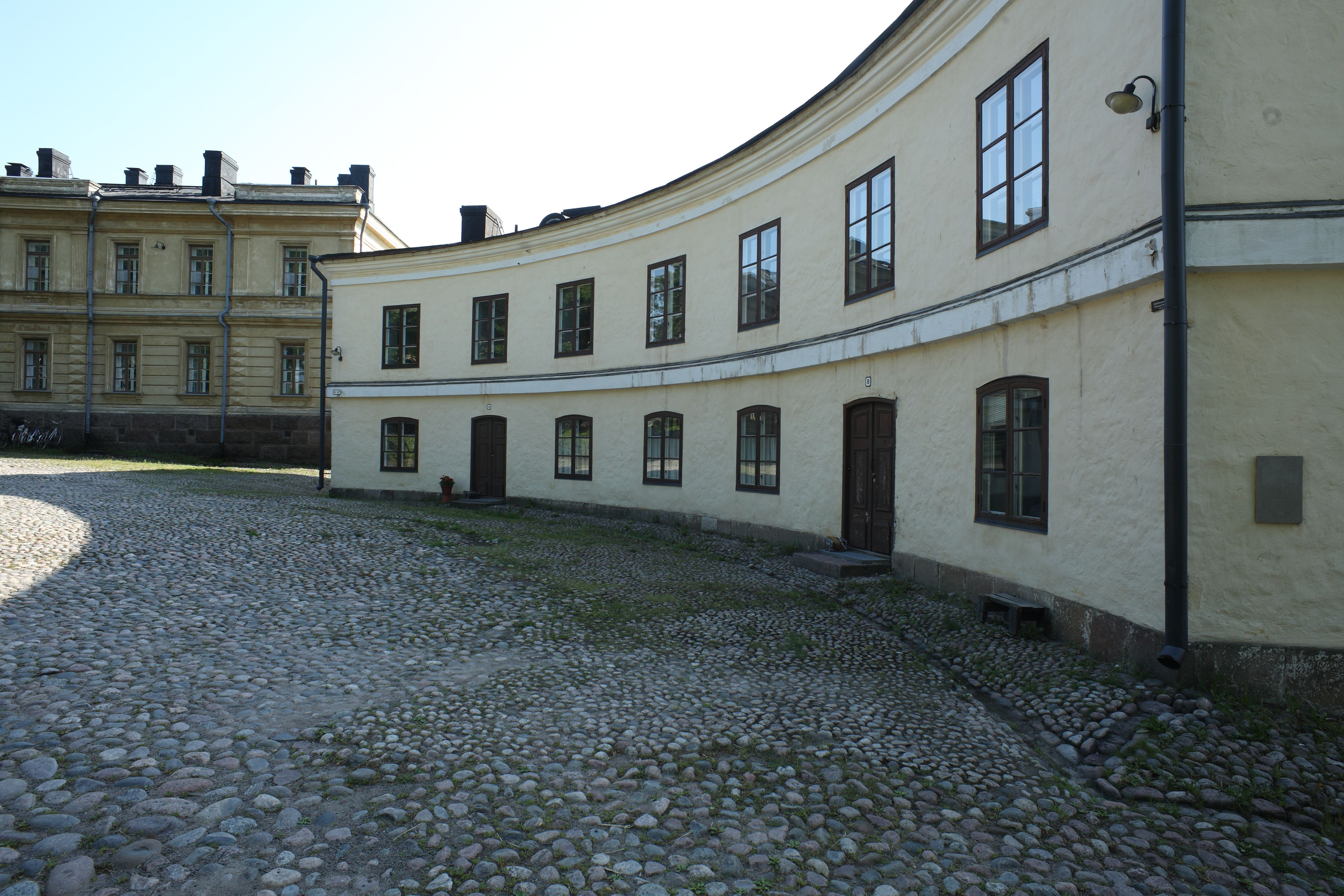
La grande cour sur Susisaari.
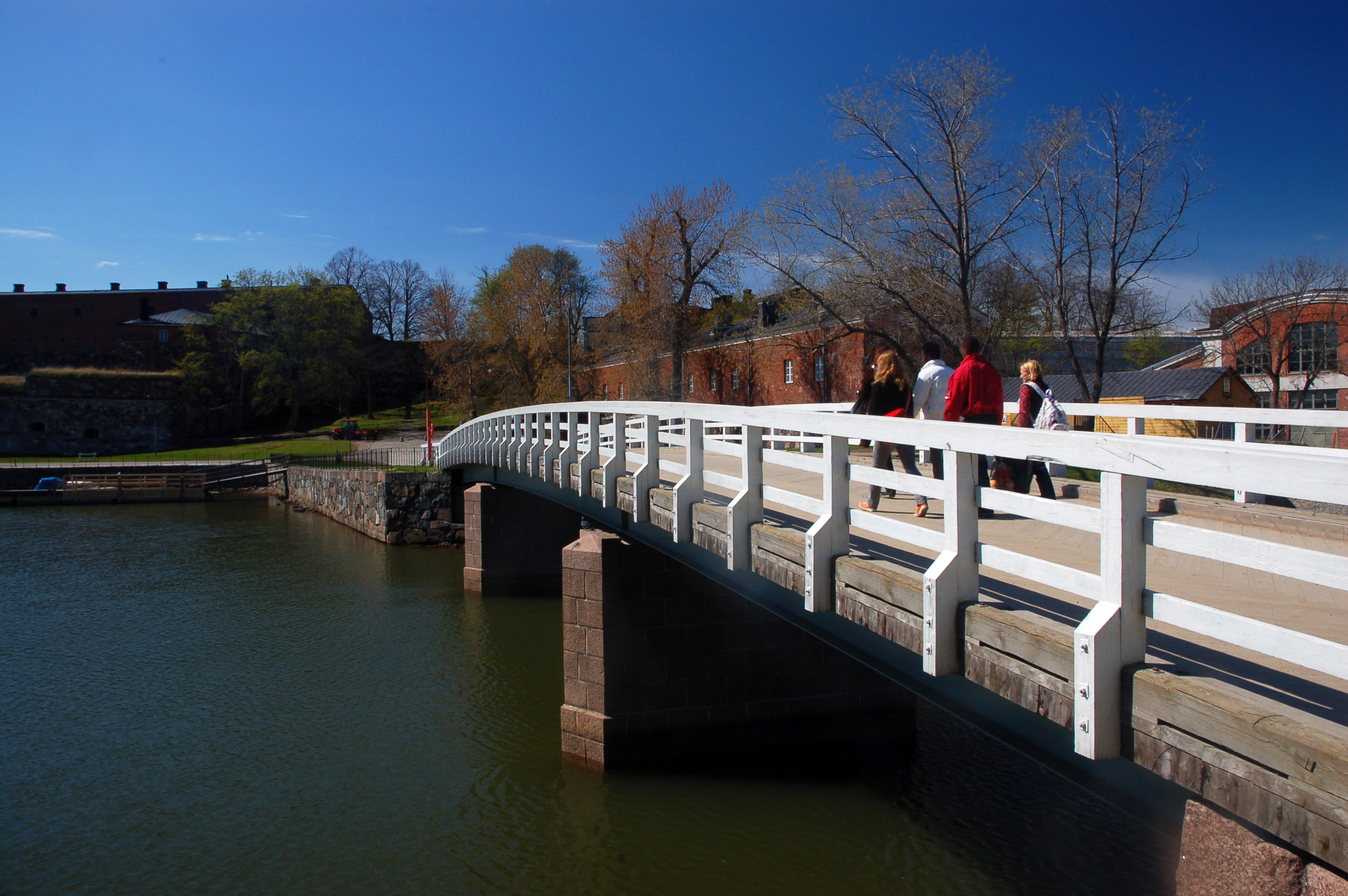
Le pont reliant Iso Mustasaari et Susisaari.
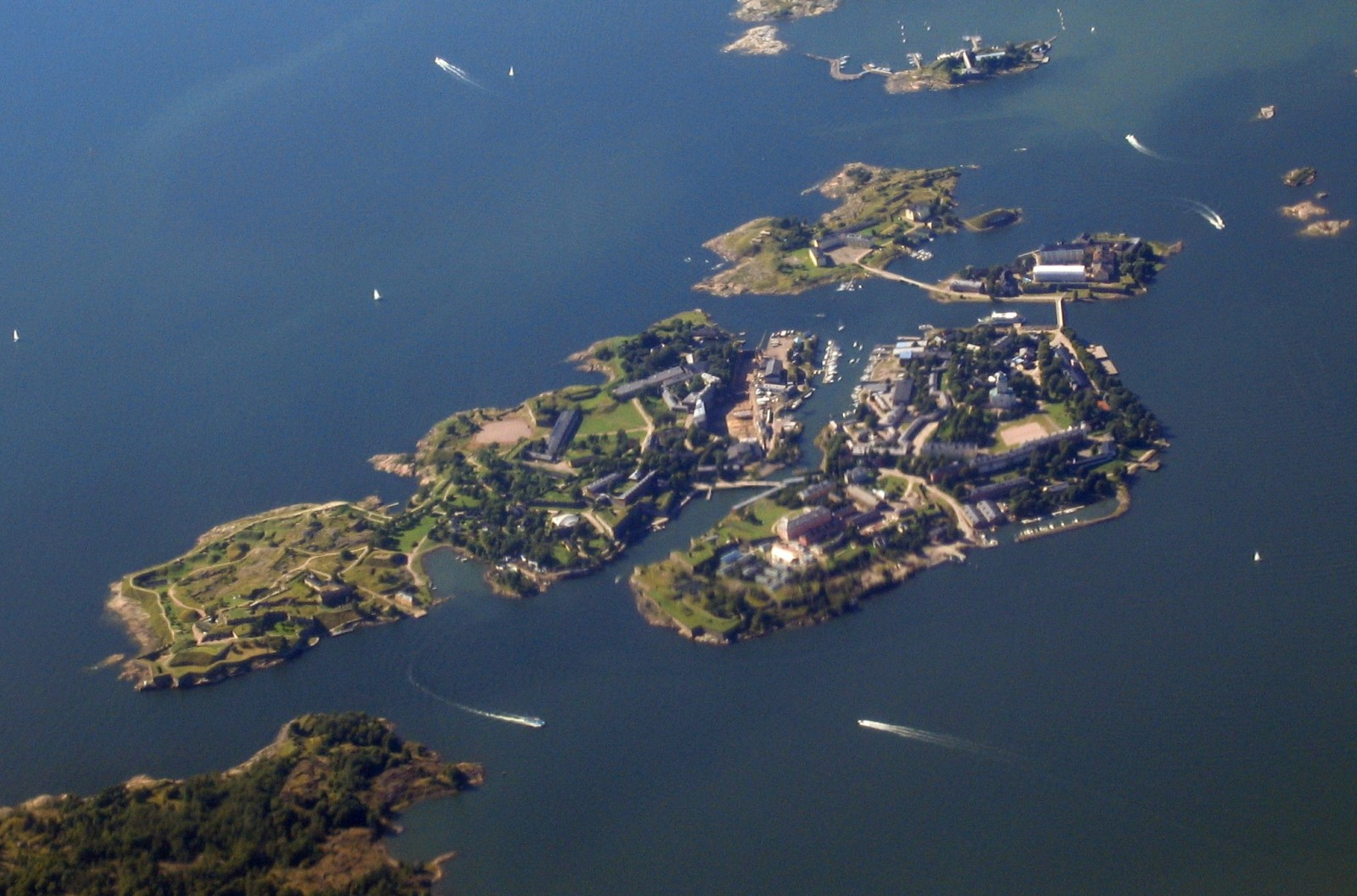
Vue aérienne des huit îles de Suomenlinna.
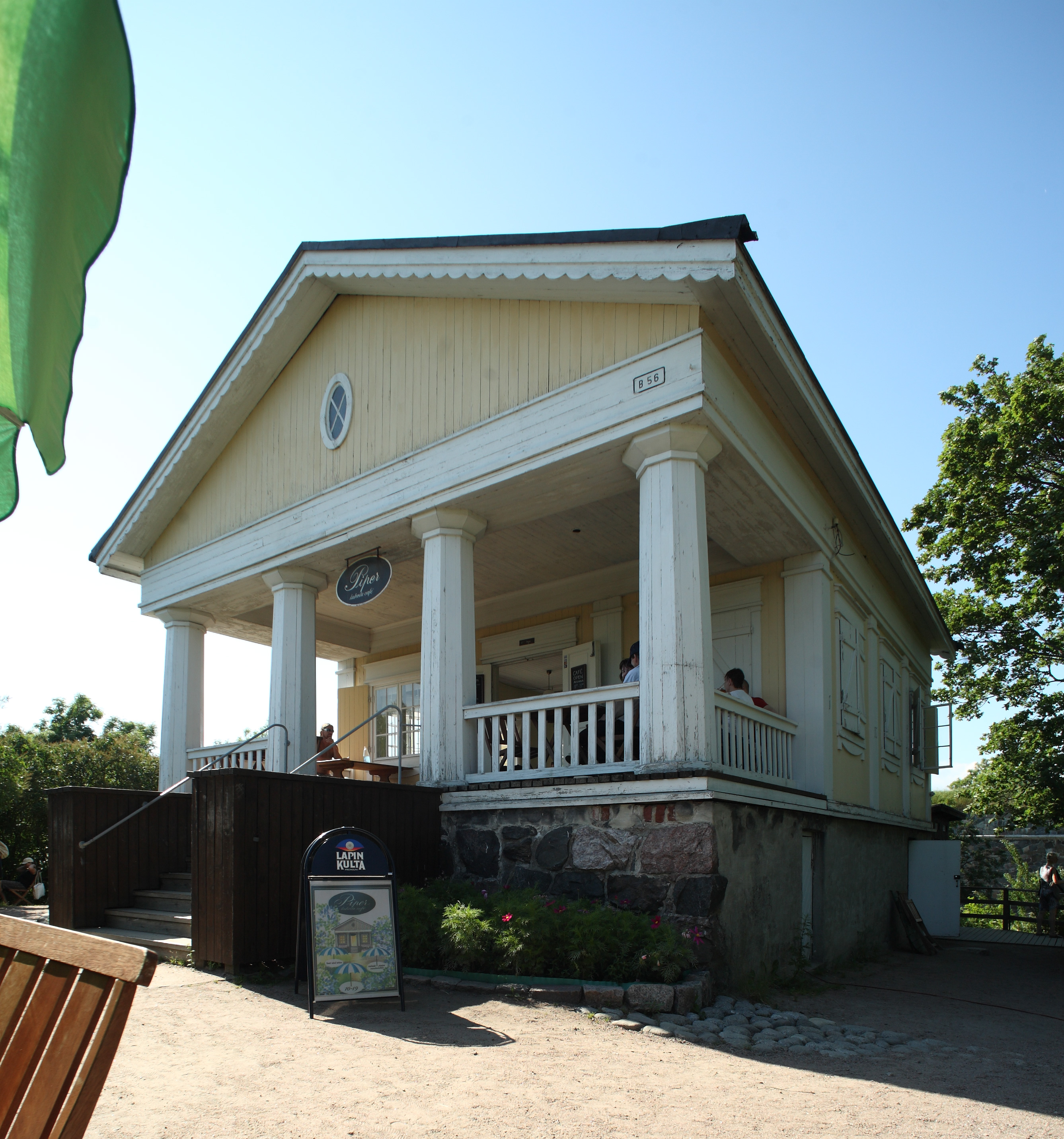
Le café Piper dans le bâtiment B 56.
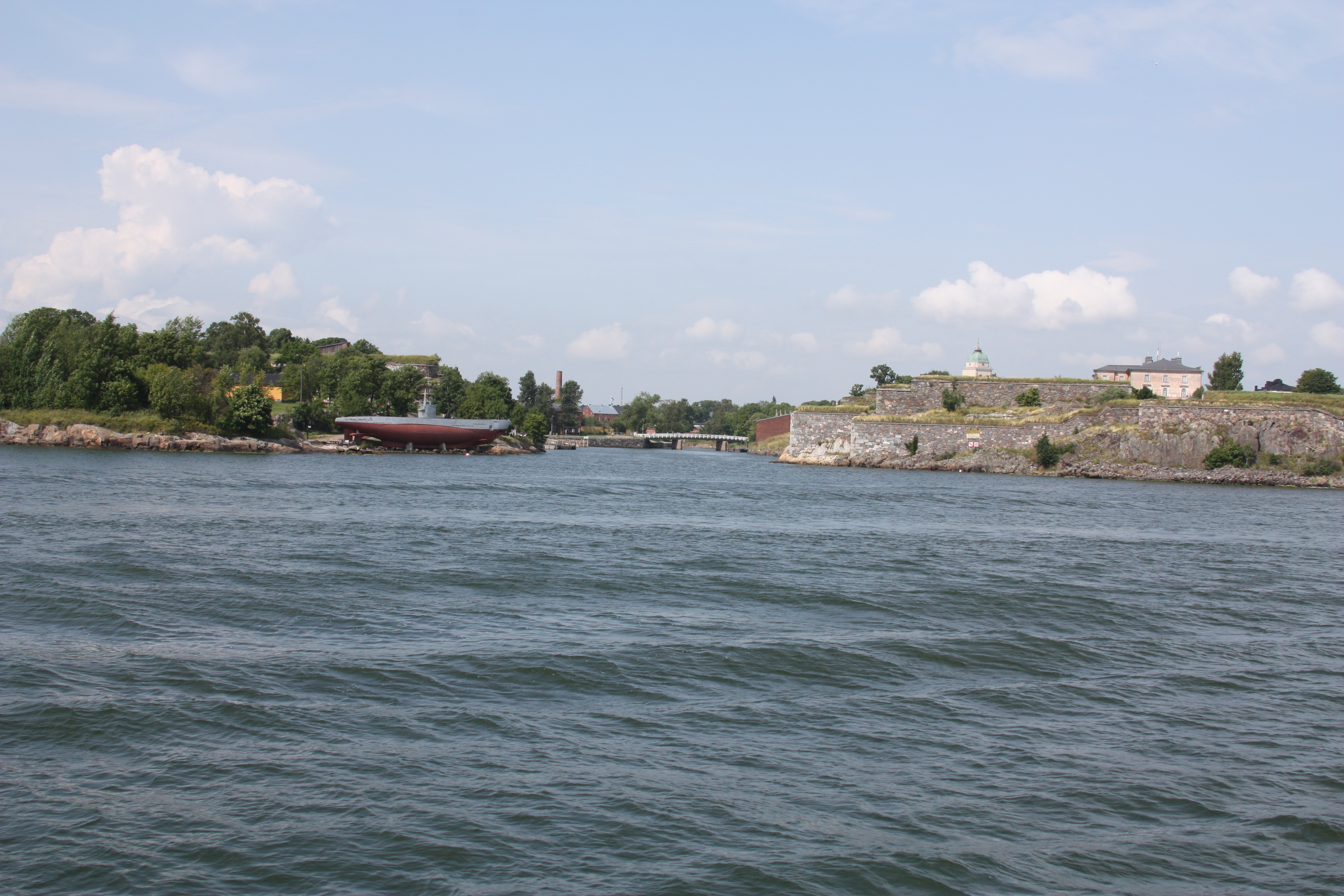
Le sous marin Vesikko.
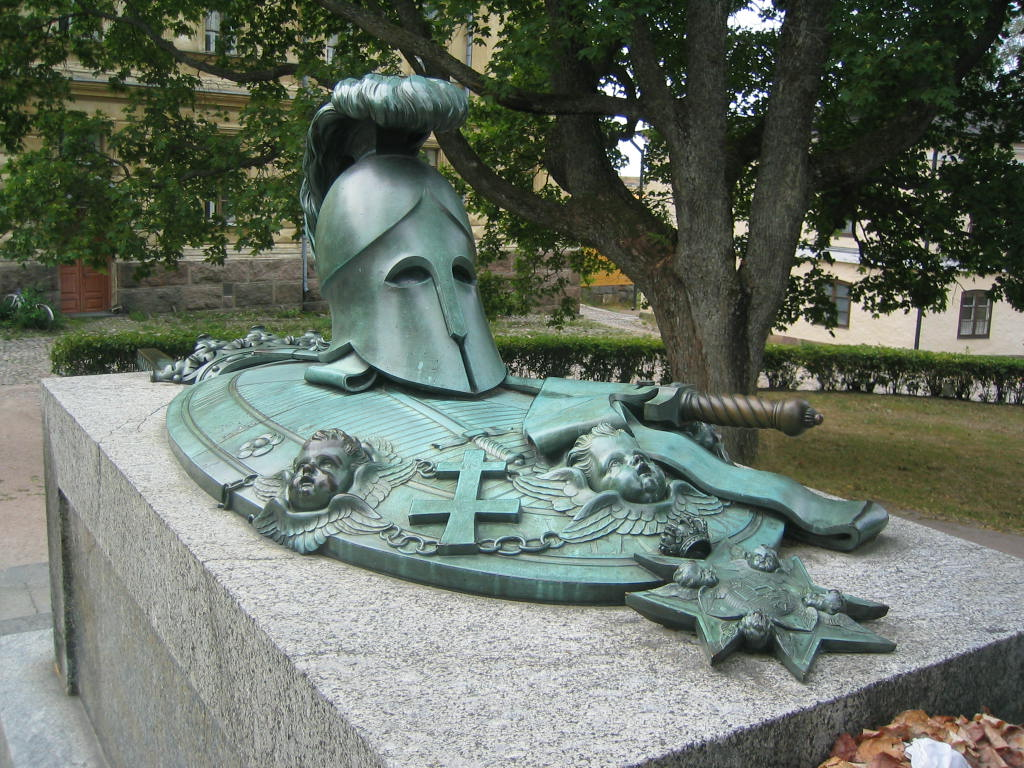
La tombe d'Augustin Ehrensvärd.
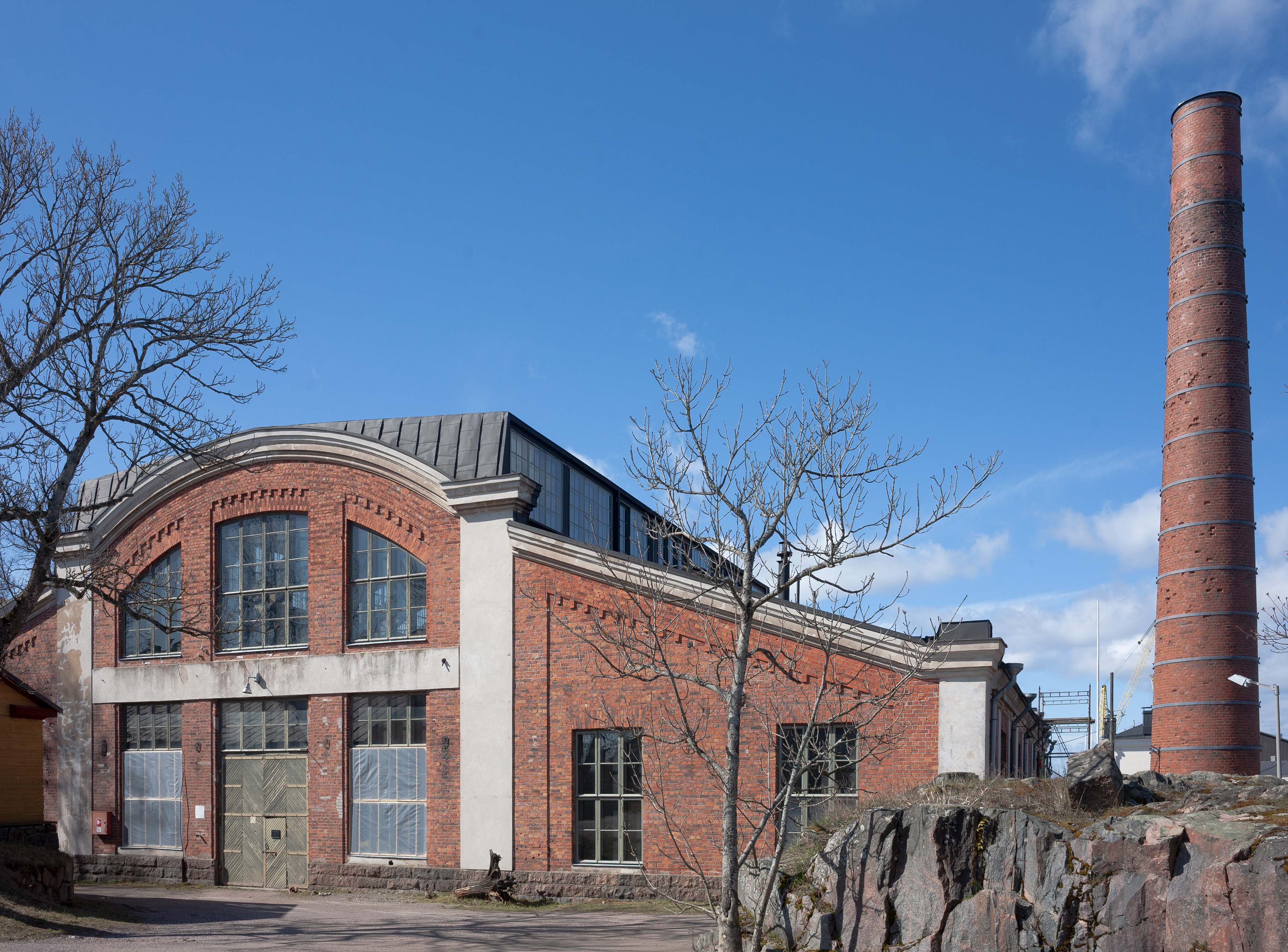
Le bâtiment B5.
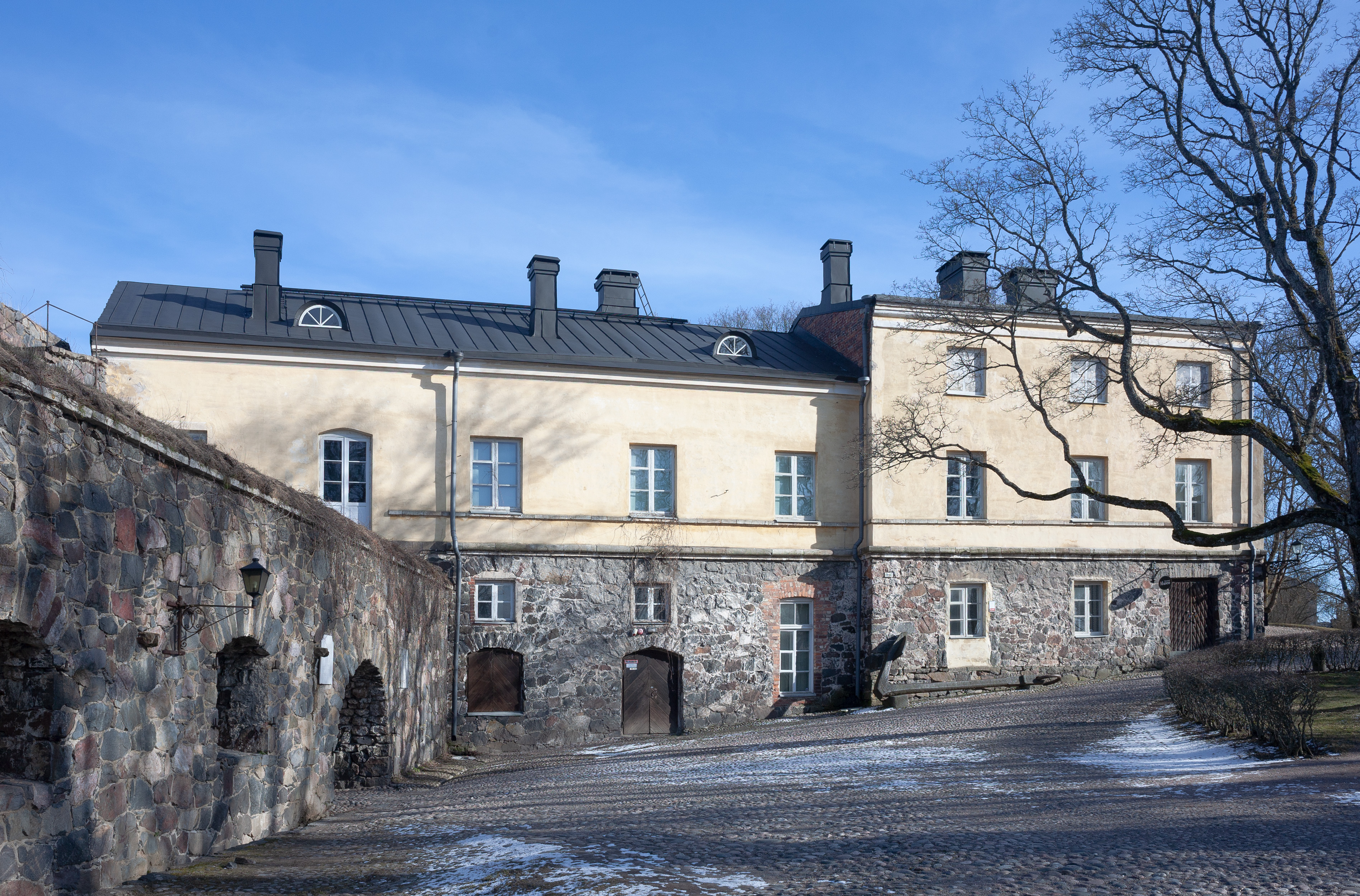
Le bâtiment B40.
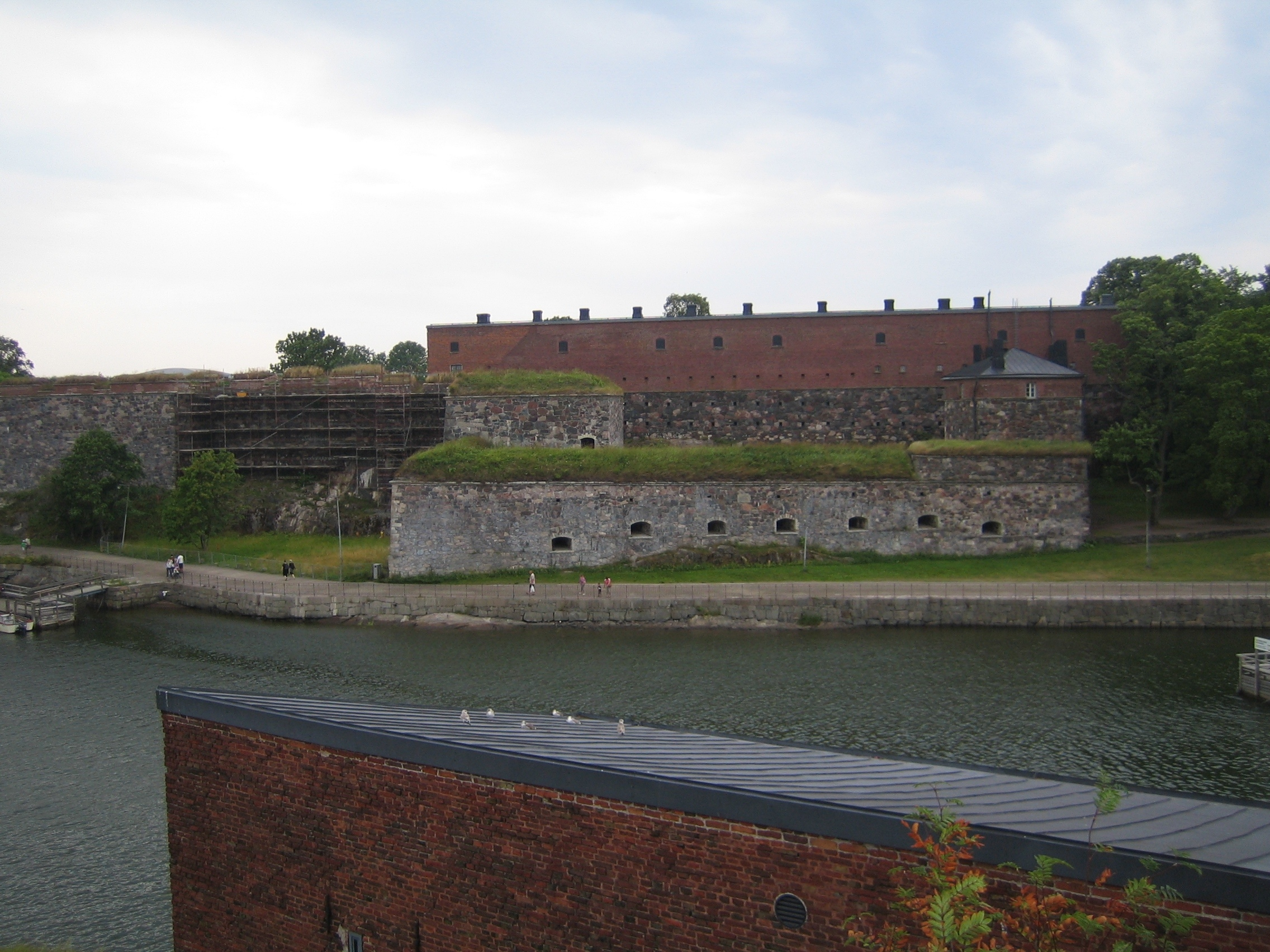
Le bâtiment B42.